# (2719) Suzhou
(2719) Suzhou es un asteroide que forma parte del cinturón de asteroides y fue descubierto el 22 de septiembre de 1965 por el equipo del Observatorio de la Montaña Púrpura desde el observatorio homónimo de Nankín, China.

## Designación y nombre
Suzhou recibió inicialmente la designación de 1965 SU.
Más adelante, en 1991, se nombró por la ciudad china de Suzhou.

## Características orbitales
Suzhou está situado a una distancia media de 2,188 ua del Sol, pudiendo alejarse hasta 2,457 ua y acercarse hasta 1,919 ua. Su excentricidad es 0,123 y la inclinación orbital 0,6238 grados. Emplea en completar una órbita alrededor del Sol 1182 días.

## Características físicas
La magnitud absoluta de Suzhou es 13.